# Веселин Недев
Веселин Жеков Недев е български политик и предприемач от „Продължаваме промяната“. Народен представител от „Продължаваме промяната“ в XLVIII народно събрание.

## Биография
Веселин Недев е роден на 27 октомври 1973 г. Завършва Природоматематическа гимназия „Акад. Боян Петканчин“ в Хасково. Придобива магистърска степен по счетоводство и контрол от Университета за национално и световно стопанство в София, както и по право от Югозападния университет „Неофит Рилски“ в Благоевград.
От 2008 г. е управител на фирма „Недев“, основана от баща му Жеко през 1993 г.